# Rue Palais-Grillet
La rue du Palais-Grillet est une voie publique du 2e arrondissement de la ville de Lyon, en France.

## Histoire
Certaines des sections de la rue du Palais-Grillet ne portaient à l'origine pas le nom de Palais-Grillet. La rue est formée de la fusion de trois anciennes voies, respectivement la rue du Charbon-Blanc ou du Chardon-Blanc sur la portion de voie allant de la rue Grenette à la rue Tupin, la rue du Palais-Grillet de la rue Tupin à la rue Ferrandière, et la rue du Puits-Pelu sur la section allant de la rue Ferrandière à la rue Thomassin. Après la rue Thomassin, la rue était prolongée par la rue de l'Hôpital.
Sur des plans du XVIIIe siècle et du début du XIXe siècle, la rue du Palais-Grillet s'arrête et la rue de l'Hôpital commence au niveau de la rue de la Ferrandière.
Lors de la création de la place de la République, une partie de la rue de l'Hôpital est absorbée par la nouvelle place (la partie subsistante étant renommée rue Marcel-Gabriel-Rivière en 1979). La section de rue conservée, entre la place de la République et la rue Ferrandière, est rattachée à la rue du Palais-Grillet.
En 1988, la section de rue entre la rue Thomassin et la place de la République est supprimée, le terrain servant à construire une extension du grand magasin du Printemps.
En 2016, la rue est réaménagée en zone de rencontre en même temps que quatre autres du quartier, réaménagement complété par une végétalisation en 2024, apportant arbres et arbustes à quatre de ces cinq rues, dont la rue du Palais-Grillet.